# オロヘナ山
オロヘナ山（オロヘナさん、Mont Orohena）は、南太平洋のタヒチ島にある標高2,241 mの山。フランス領ポリネシアで最も高い山になる。死火山である。

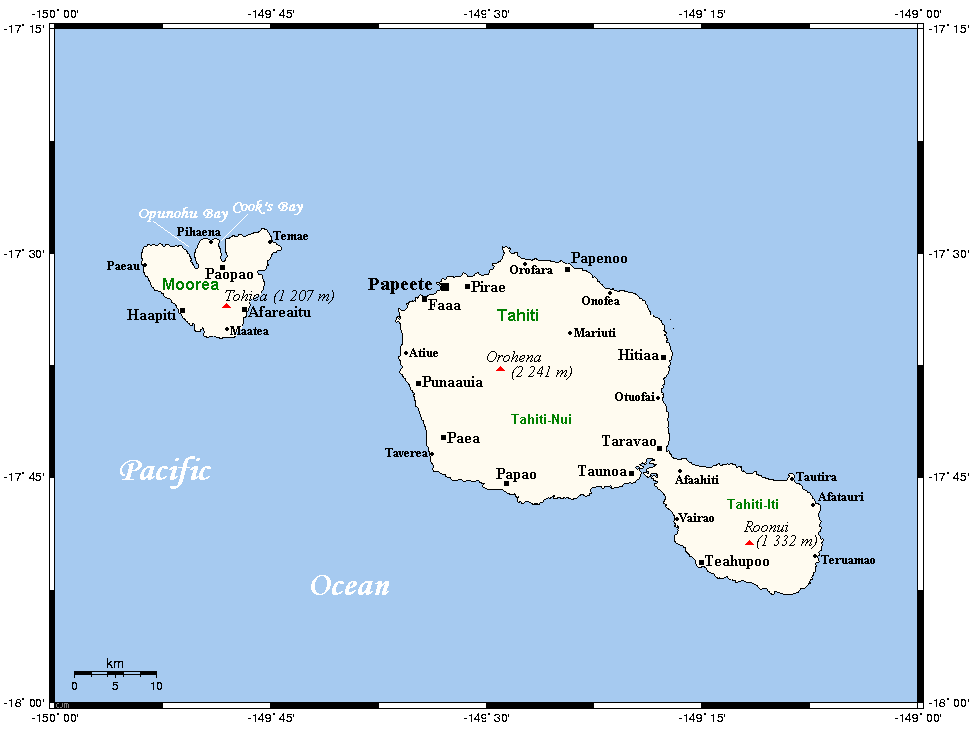
オロヘナ山はタヒチ・ヌイ（タヒチ島）のほぼ中央に位置する